# Yoiko
Yoiko (よいこ?) è un manga scritto e illustrato da Yūgo Ishikawa. Il fumetto è stato pubblicato dal 1998 al 2001 dalla rivista Big Comic Spirits ed è stato trasposto in una serie televisiva anime di 20 episodi dal 1998 al 1999.

## Trama
Il manga narra le vicende di Esumi Fuuka, bellissima ragazza che, nonostante sembri una studentessa universitaria, è in quinta elementare. Il suo gagliardo corpo, inoltre, cattura le attenzioni di tutti i ragazzi della scuola.

## Episodi

Logo della serie

| Nº | Giapponese 「Kanji」 - Rōmaji                                           | In onda          | In onda |
| Nº | Giapponese 「Kanji」 - Rōmaji                                           | Giapponese       |         |
| 1  | 「そっとおやすみ。」 - Sotto oyasumi                                    | 6 novembre 1998  |         |
| 2  | 「おともだちになって。」 - Otomodachi ni natte                          | 13 novembre 1998 |         |
| 3  | 「準備運動してからね。」 - Junbi undoushite kara ne                     | 20 novembre 1998 |         |
| 4  | 「鹿山くんと遊ぼう。」 - Kayama-kun to asobou                           | 27 novembre 1998 |         |
| 5  | 「楽しい工作。」 - Tanoshii kosaku                                      | 4 dicembre 1998  |         |
| 6  | 「銭湯においでよ。」 - Senyuu ni oideyo                                 | 11 dicembre 1998 |         |
| 7  | 「かぜはまん病のもと。」 - Kaze wa manbyo no moto                       | 18 dicembre 1998 |         |
| 8  | 「大きいことはいいことだ」 - Ookii koto wa ii koto da                   | 25 dicembre 1998 |         |
| 9  | 「お花を大切に。」 - Ohana wo taisetsu ni                               | 1º gennaio 1999  |         |
| 10 | 「山奥は危険がいっぱい。」 - Yamaoku wa kiken ga ippai                  | 8 gennaio 1999   |         |
| 11 | 「ヨーヨーでゴーゴー！」 - Yoyo de go go!                               | 15 gennaio 1999  |         |
| 12 | 「ゴメンね ジロー。」 - Gomen ne, Jiro                                  | 22 gennaio 1999  |         |
| 13 | 「これは本当にあったお話です。」 - Kore wa hontou ni atta ohanashi desu | 29 gennaio 1999  |         |
| 14 | 「まいごの仔犬ちゃん」 - Maigo no sonken chan                           | 5 febbraio 1999  |         |
| 15 | 「イル君とおともだち。」 - Iru-kun to otomodachi                        | 9 febbraio 1999  |         |
| 16 | 「お酒はハタチになってから。」 - Osake wa hatachi ni nattekara          | 16 febbraio 1999 |         |
| 17 | 「ハミング坊やでボランティア。」 - HAMINGU bouya de BORANTIA            | 23 febbraio 1999 |         |
| 18 | 「今日は楽しい夏まつり。」 - Kyou wa tanoshii matsuri                   | 2 marzo 1999     |         |
| 19 | 「マツタケっておいしいの？」 - MATSUTAKE tte oishii no?                 | 9 marzo 1999     |         |
| 20 | 「夏にさようなら。」 - Natsu ni sayounara                               | 16 marzo 1999    |         |